# 이시하라 노조미
이시하라 노조미(일본어: 石原 希望, 2000년 7월 25일~)는 일본의 AV 여배우이다.
2020년 5월 2일의 FANZA 통판 플로어·데일리 랭킹 2위 및 5월 3일 데일리 랭킹에서 1위를 기록했다.